# アルルのローマ遺跡とロマネスク様式建造物群
「アルルのローマ遺跡とロマネスク様式建造物群」は、フランス・プロヴァンス地方にあるユネスコ世界遺産のひとつ（ID164）。
アルルは、古代ローマ時代にはプロヴァンス屈指の大都市として繁栄した時期があり、市内の随所に当時の遺跡がある。また、中世にはサンティアゴ・デ・コンポステーラの巡礼路のうち、南仏を通るトゥールーズの道の始点になっていたことから、巡礼者たちで賑わった。世界遺産に登録されたのは、これらの時代をしのばせる古代ローマ時代の遺跡・遺構7件とロマネスク期の教会が1件である。このうちアリスカンのサン＝トノラ教会跡の遺構は世界遺産「フランスのサンティアゴ・デ・コンポステーラの巡礼路」（ID868）の一部として、重複して登録されている。
なお、当初の登録名は "Roman and Romanesque Monuments of Arles" だったが、2006年に "Arles, Roman and Romanesque Monuments" に変更された（当項目では便宜上訳し分けを行わない）。
以下、ユネスコの登録IDの順に紹介を行う。

## 円形闘技場
円形闘技場 (Les Arènes ; ID164-001) は、古代ローマ時代のアンフィテアトルムの一つで、1世紀末頃に建造された。当時は3層構造で2万人を収容できたとされるが、現存するのは2層のみで、最上層は失われている。それでも、アルルに現存する古代ローマ遺跡の中では最大のものである。
現在では闘牛や各種イベントに使われている。

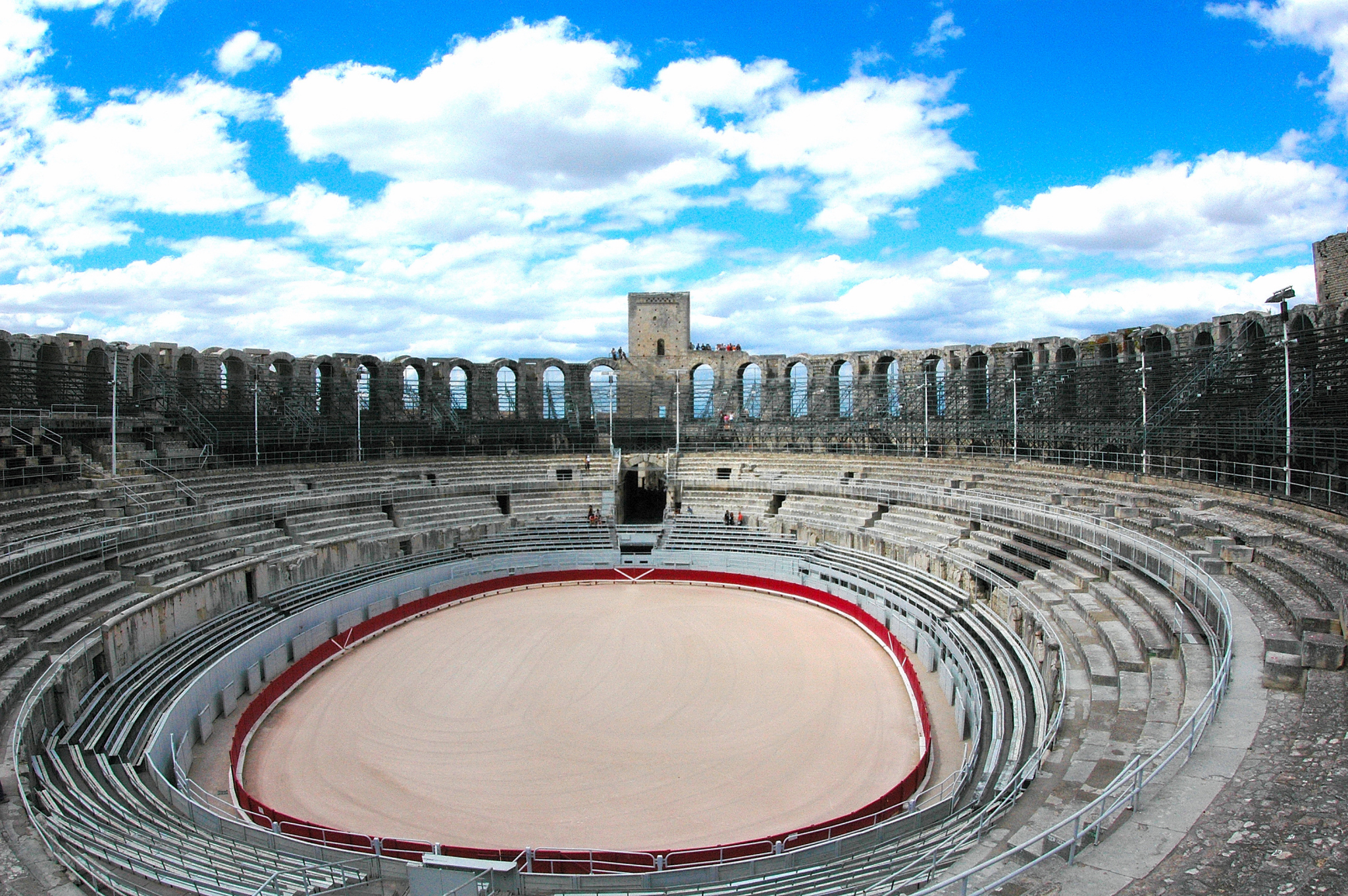
円形闘技場内部
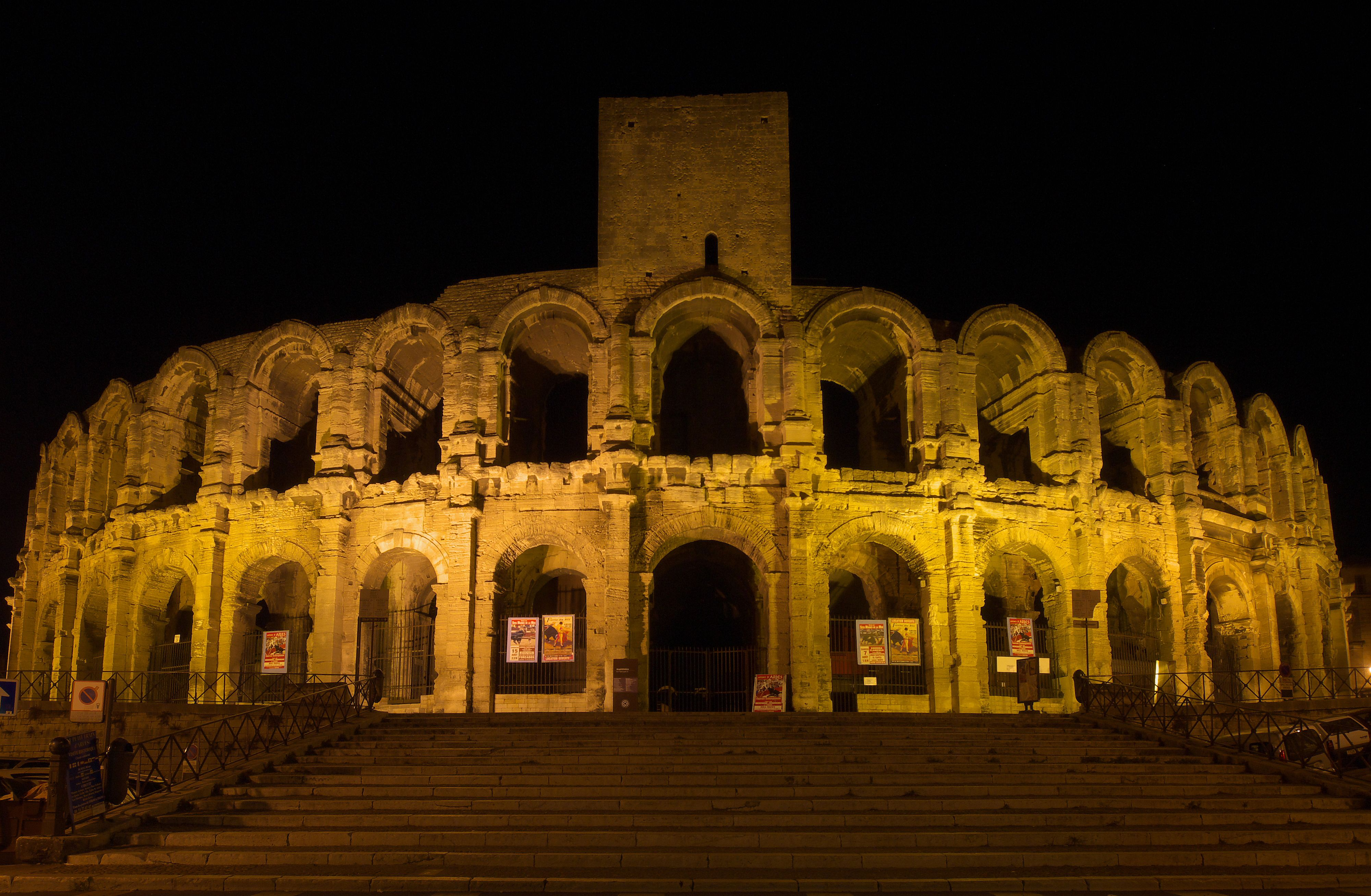
夜間の円形闘技場

## 古代劇場
古代劇場(Théâtre Antique ; ID164-002) は、紀元前1世紀に作られた劇場跡。中世には採石場とされた後に要塞に転用されたが、19世紀に現在の形に復元された。
17世紀にここから発掘された「アルルのヴィーナス」像は、現在ルーヴル美術館に収蔵されている。

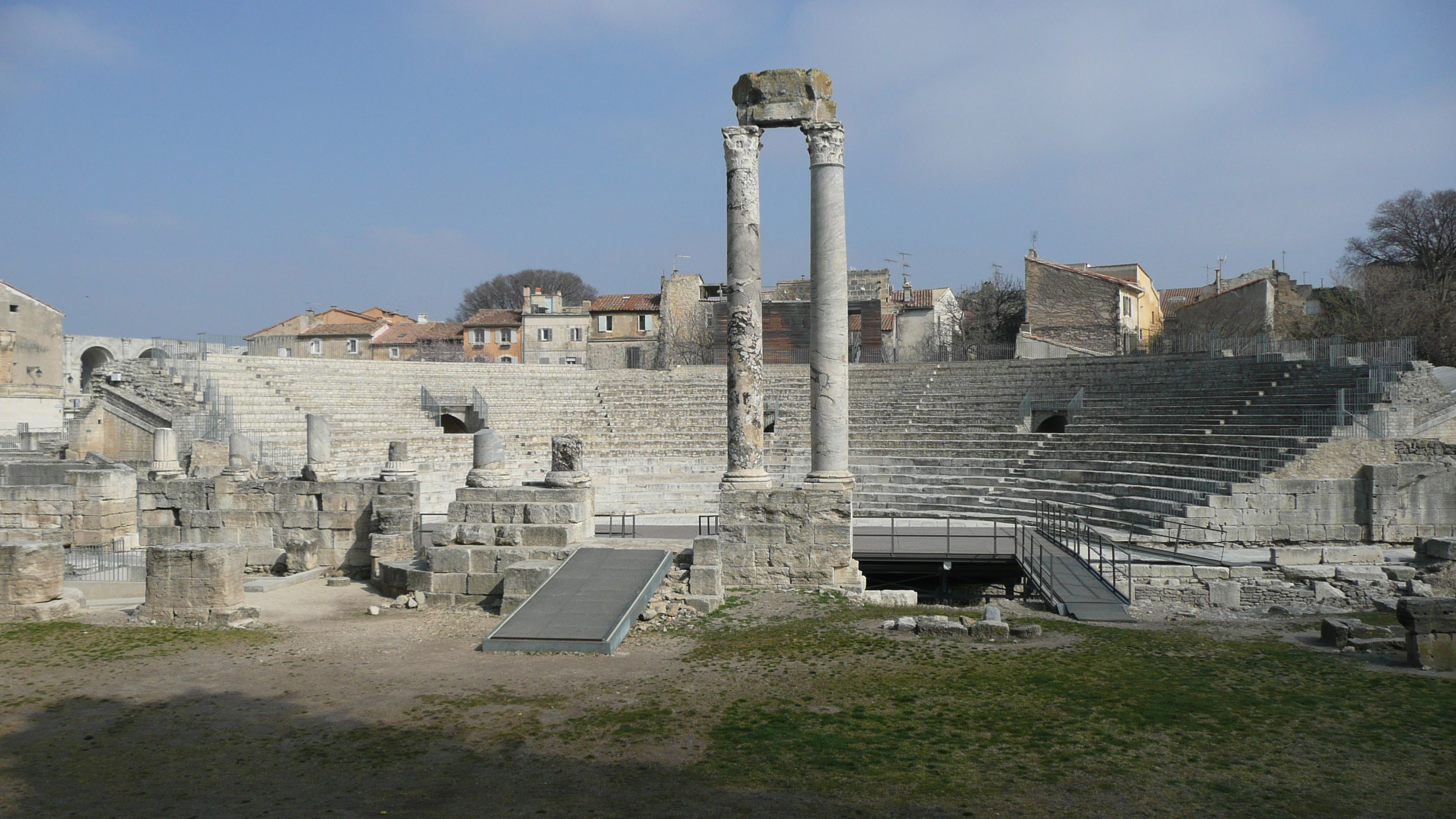
古代劇場
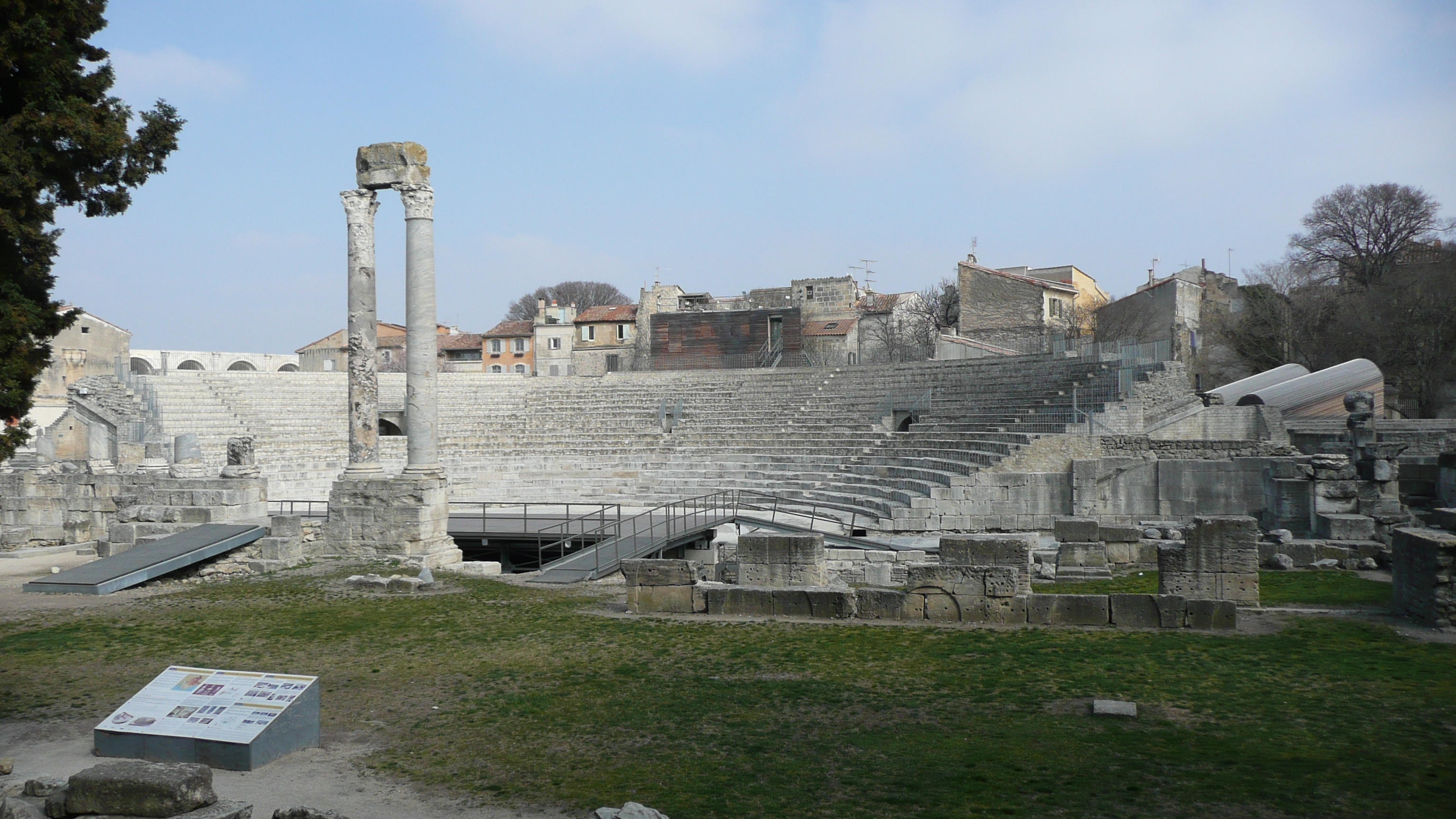
古代劇場

## 地下回廊とフォルム
地下回廊とフォルム (Cryptoportiques et forum romain ; ID164-003) は、セットになっている遺跡である。
地下回廊は、紀元前1世紀に作られた。2世紀になってこれを土台とする形で宗教施設が建てられた。その遺構が現在のフォルムである。

## コンスタンティヌスの公衆浴場
コンスタンティヌスの公衆浴場 (Thermes de Constantin ; ID164-004) は、コンスタンティヌス1世の治世下で建造された公衆浴場。現存する遺構はカルダリウム（湯の部屋）、テピダリウム（ぬるま湯の部屋）、サウナ室のみである。

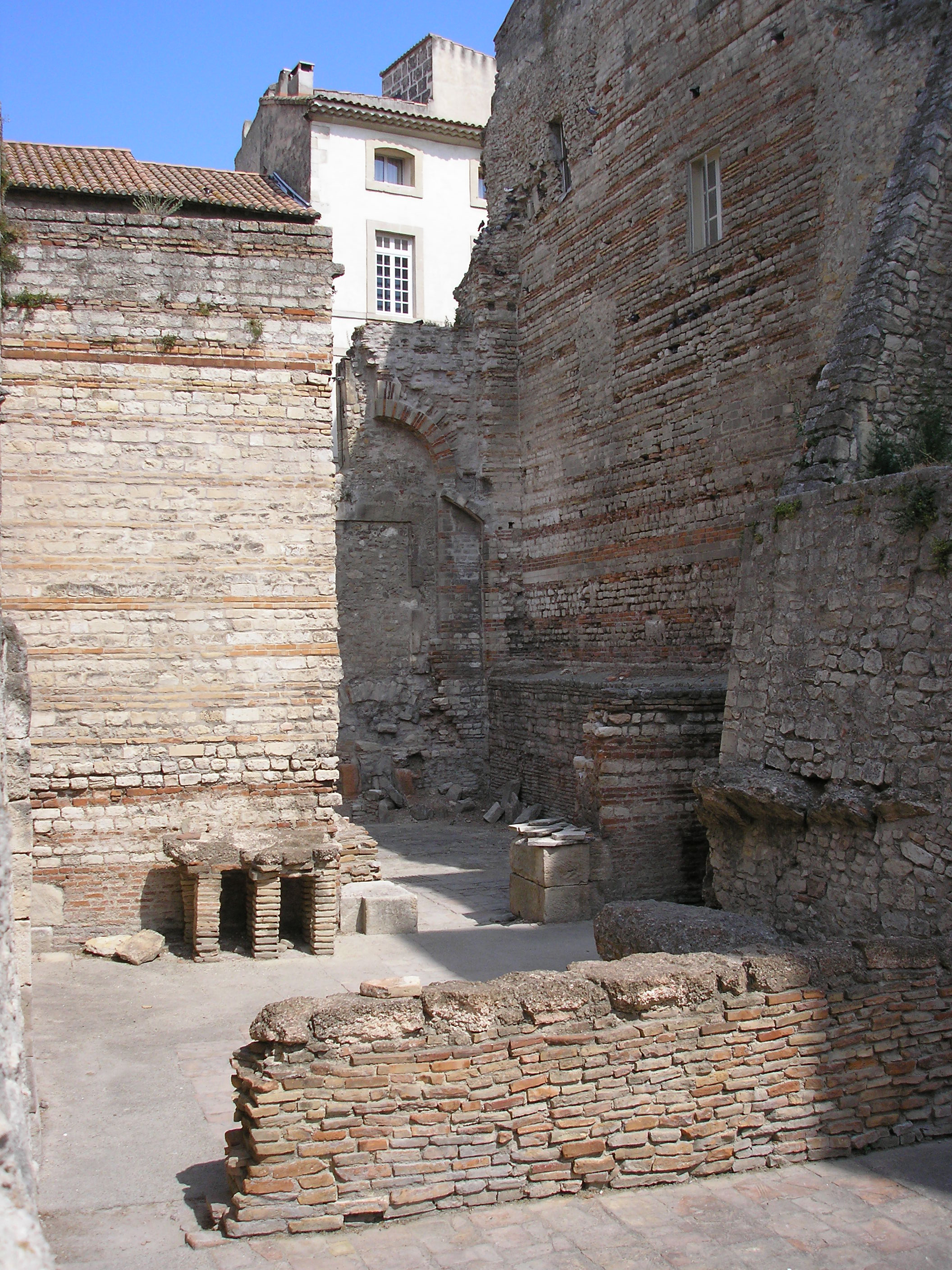
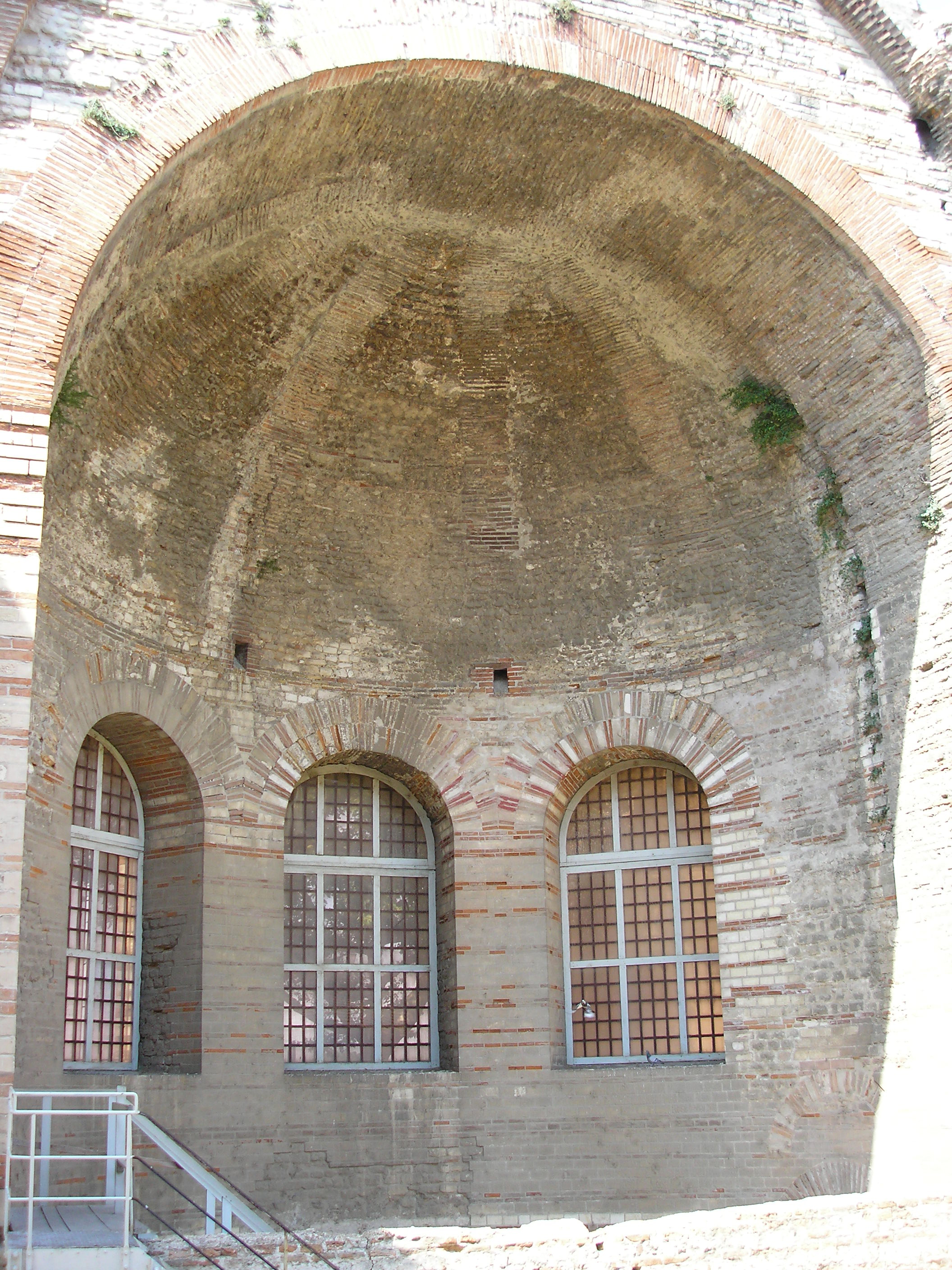
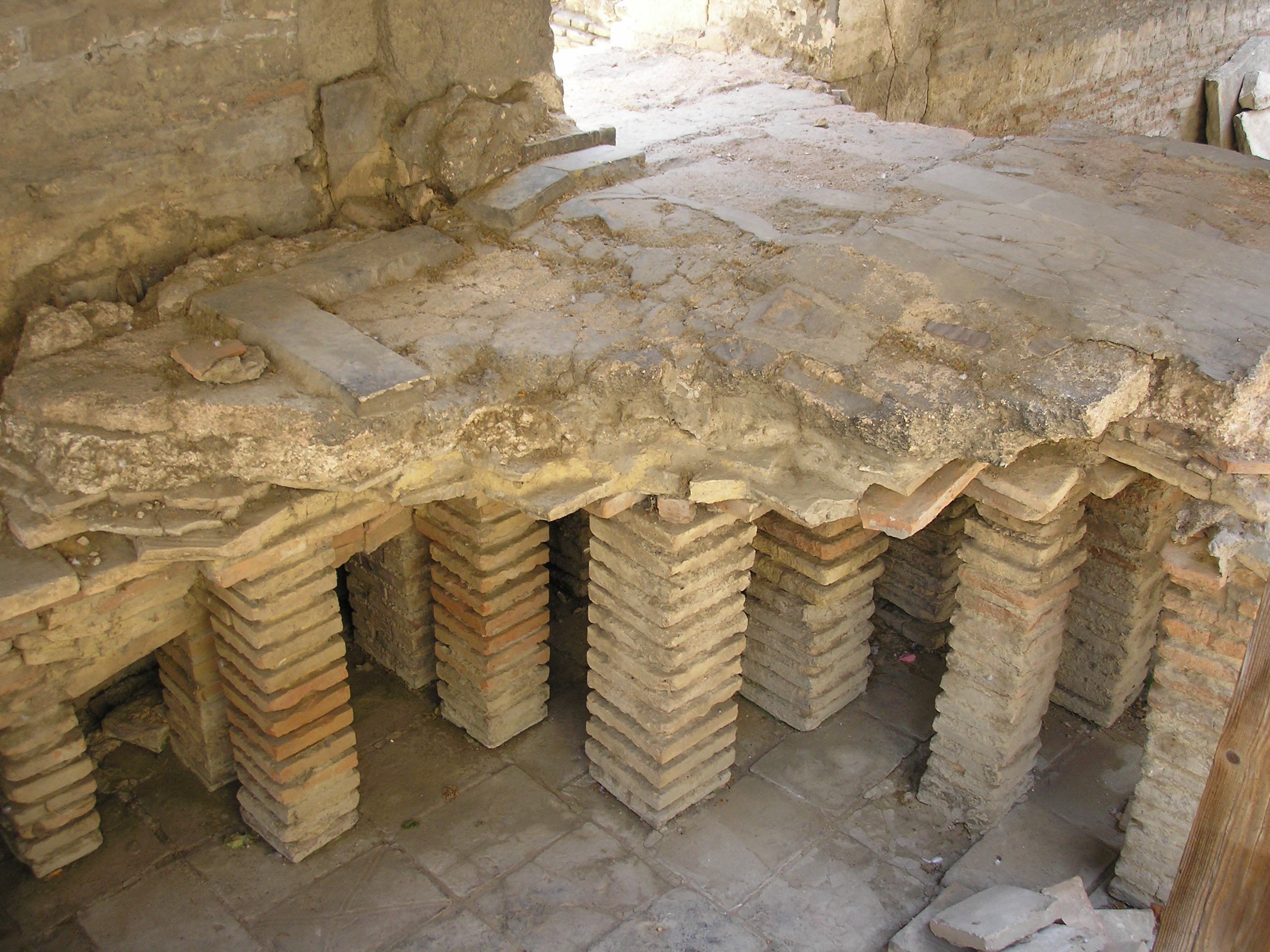

## ローマの城壁
ローマの城壁 (Remparts du castrum romain ; ID164-005) は、市内の二箇所に現存する。元々アルルは城壁に囲まれた都市だったのだが、古代劇場の建造に当たってその一部が取り壊された。古代劇場や円形闘技場に程近い城壁は、取り付けられているルドゥート門ともどもその時代に遡る遺構である。
他方で、やや北に離れたところにあるカヴァルリ門を持つ城壁も一部が現存するが、こちらは中世以降に建造されたものである。

## アリスカン
アリスカン (Les Alyscamps ; ID164-006) は、ローマ時代から存在する大墓地である。13世紀頃まで墓所として名高く、多くの周囲に多くの教会が作られた。そうした教会の中には、いまも廃墟として残るサン＝トノラ教会（ID868-71） もあった。これは、マルセイユのサン＝ヴィクトル大修道院の所有地の一部が割譲されて建てられたものであった。また、当時のアリスカンのサン＝トノラ教会は、プロヴァンスの人々にとっては、フランスのサンティアゴ・デ・コンポステーラの巡礼路（世界遺産ID868）の起点となっていた。 ルネサンス期以降に美しい彫刻が施された石棺が持ち去られたり、建材に流用されるなどした。

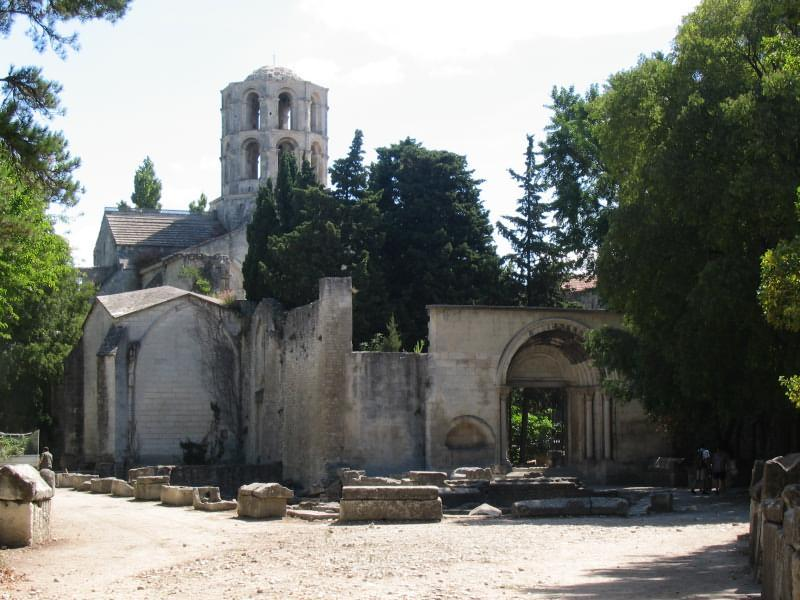
サン＝トノラ教会跡
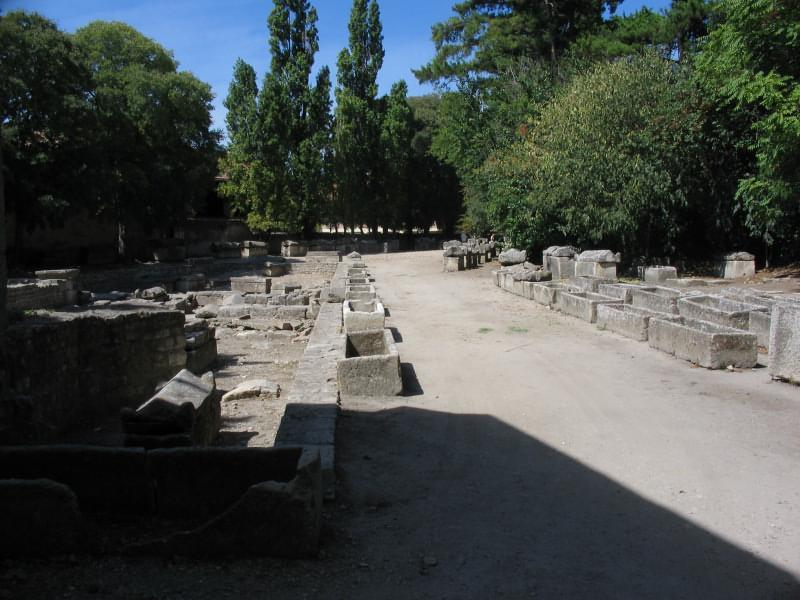
アリスカン墓地

## サン＝トロフィーム教会
サン＝トロフィーム教会 (L'église St-Trophime ; ID164-007) は、アルルの聖トロフィムスの聖遺物が納められている教会。現在の建物の基本は11世紀から12世紀にかけて建造されたものであり、もともとは大聖堂（司教座聖堂）であった。その後改築を経て現在の形になったが、1801年に小教区教会に格下げされた。
正面入り口のポルタイユは、ロマネスク期の美しい彫刻で飾られている。また、回廊の柱に刻まれた彫刻の数々も有名である。

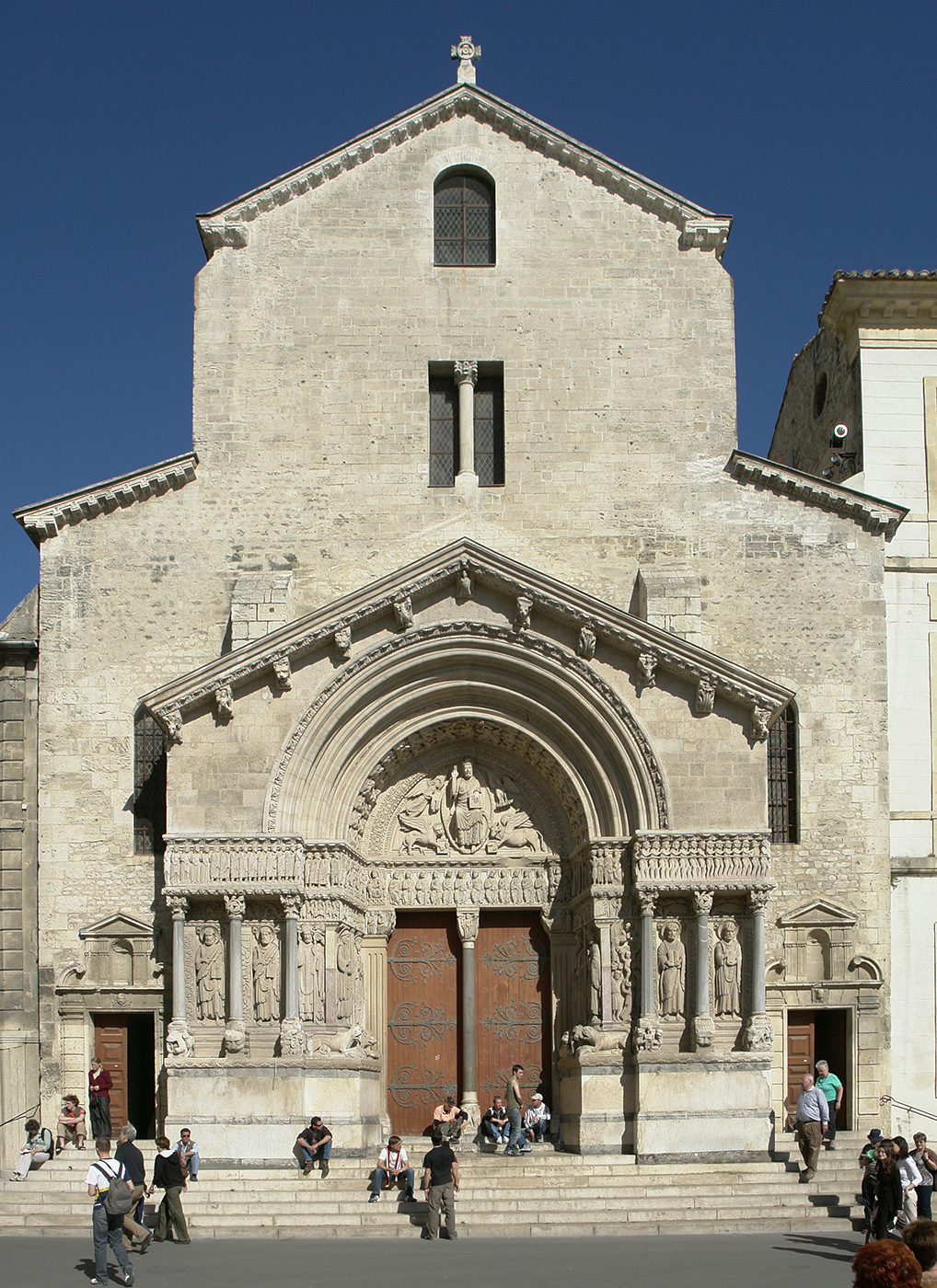
サン＝トロフィーム教会

## 小集会場
小集会場 (Exedre romaine ; ID164-008) は、アルラタン博物館の中庭にある遺構。2世紀の石畳と腰掛が現存している。

## 登録基準
この世界遺産は世界遺産登録基準のうち、以下の条件を満たし、登録された（以下の基準は世界遺産センター公表の登録基準からの翻訳、引用である）。
- (2) ある期間を通じてまたはある文化圏において、建築、技術、記念碑的芸術、都市計画、景観デザインの発展に関し、人類の価値の重要な交流を示すもの。
- (4) 人類の歴史上重要な時代を例証する建築様式、建築物群、技術の集積または景観の優れた例。